# Atrichoseris
Atrichoseris é um género botânico pertencente à família Asteraceae.